# Tionna Williams
Tionna Williams (* 10. September 1996 in Fort Wayne, Indiana) ist eine US-amerikanische Volleyballspielerin.

## Karriere
Williams begann ihre Karriere im Alter von 13 Jahren an der Concordia Lutheran High School. Von 2015 studierte sie an der University of Wisconsin–Madison und spielte in der Universitätsmannschaft Badgers. Nach ihrem Studium wechselte sie 2019 zum deutschen Bundesligisten NawaRo Straubing.